# AMD FirePro

AMD DirectGMA

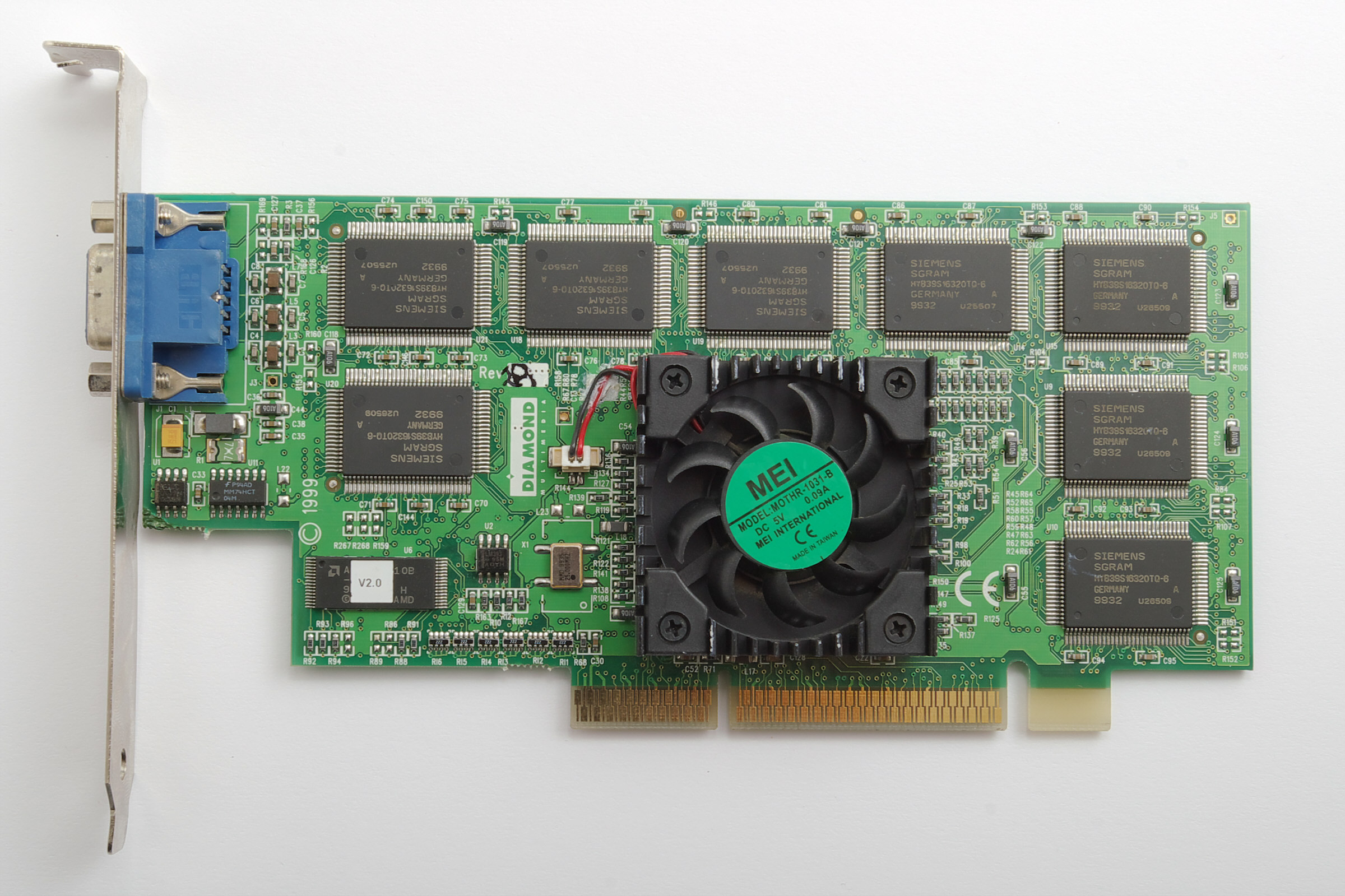
Une FireGL 1

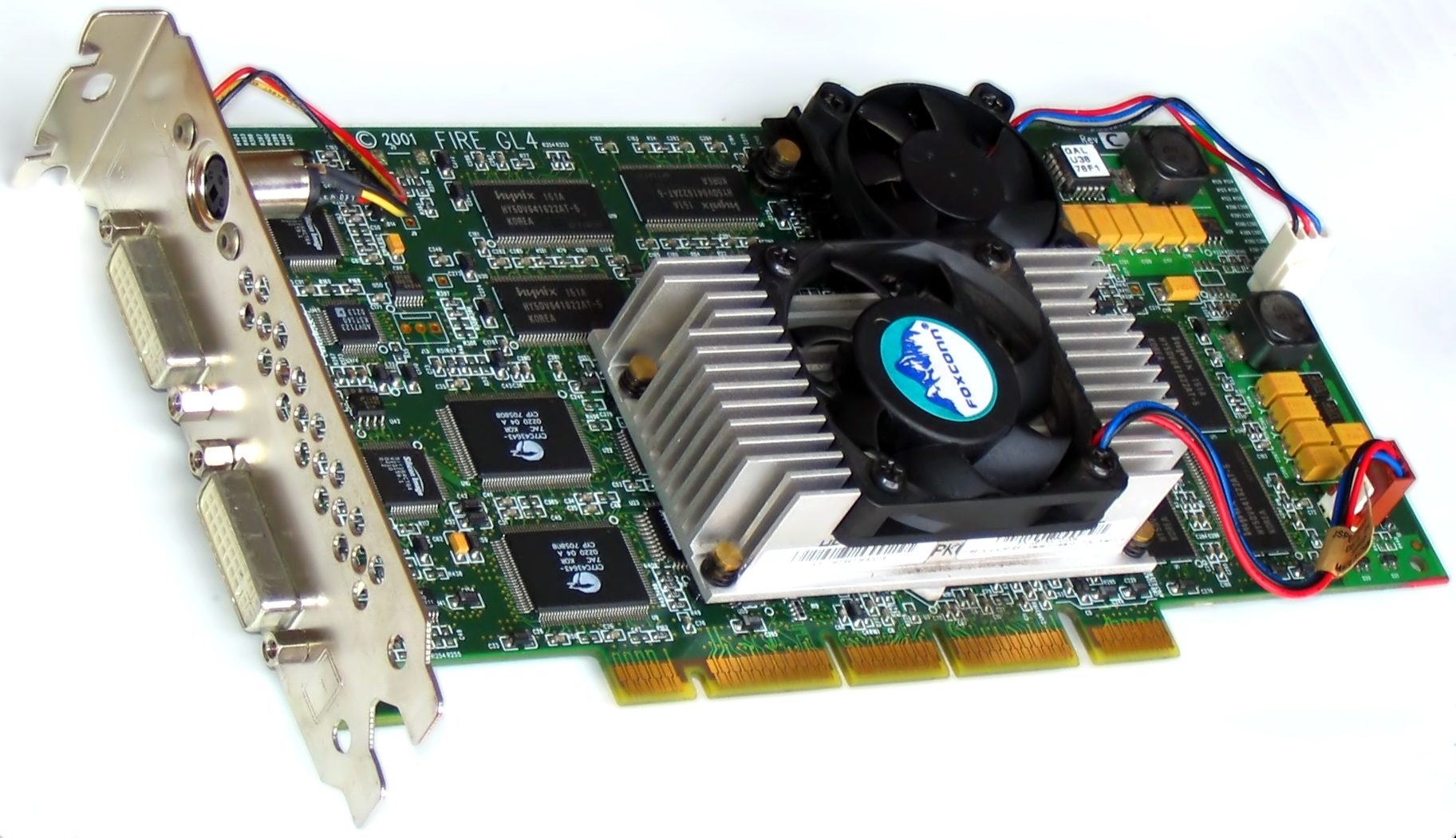
Une FireGL 4

AMD FirePro (anciennement FireGL) est une série de cartes graphiques destinées au marché professionnel. Elle est en quelque sorte l’équivalent de la gamme Quadro du concurrent californien Nvidia.

## Modèle FireGL d'origine
| Modèle FireGL   | Chipset                                 | Pixel Pipelines | Vertex Processors | Memoire (RAM)            | Bus        |
| --------------- | --------------------------------------- | --------------- | ----------------- | ------------------------ | ---------- |
| FireGL 1000     | 3DLabs Permedia + GLint Delta           |                 |                   | 4/8 MB                   |            |
| FireGL 1000 Pro | 3DLabs Permedia 2                       |                 |                   | 4/8 MB                   |            |
| FireGL 2000     | 3Dlabs GLINT 300SX + S3 86C968/86c868   |                 |                   | 8 MB VRAM + 8-12 MB DRAM |            |
| FireGL 3000     | 3Dlabs Glint 500TX + Glint Delta        |                 |                   | 8 MB VRAM+ 8/16/32 MB    |            |
| FireGL 4000     | Mitsubishi 3Dpro/2MP                    |                 |                   | 15 3D RAM/ 4-16 CDRAM    |            |
| FireGL 5000     | iMPAC-GE                                |                 |                   |                          |            |
| FireGL 1        | IBM Oasis Rasterizer                    |                 |                   | 32 MB                    | AGP 2x     |
| FireGL 2        | IBM RC1000 (120 MHz) + GT1000 (190 MHz) |                 |                   | 64 MB DDR (120 MHz)      | AGP 4x     |
| FireGL 3        | IBM RC1000 (120 MHz) + GT1000 (190 MHz) |                 |                   | 128 MB DDR (120 MHz)     | AGP 4x Pro |
| FireGL 4        | IBM RC1000 (150 MHz) + GT1000 (205 MHz) |                 |                   | 128 MB DDR (150 MHz)     | AGP 4x Pro |

## Soft mods
| Radeon                                                                                      | GPU       | FireGL soft-mod correspondant   |
| ------------------------------------------------------------------------------------------- | --------- | ------------------------------- |
| Radeon HD 2900 XT (version 1 Go GDDR4)                                                      | R600 XT   | FireGL V8600                    |
| Radeon HD 2900 GT                                                                           | R600 GT   | FireGL V7600                    |
| Radeon HD 2600 XT (version 512 Mo GDDR4)                                                    | RV630 XT  | FireGL V5600                    |
| Radeon HD 2600 Pro                                                                          | RV630 Pro | FireGL V3600                    |
| Radeon HD 3850/3870                                                                         | RV670     | FireGL V77001 / FireStream 9170 |
| * 1 Radeon HD 3850/3870 n'ont pas la sortie DisplayPort présente sur la carte FireGL V7700. |           |                                 |